# Euryarthrum nodicolle
Euryarthrum nodicolle là một loài bọ cánh cứng trong họ Cerambycidae.